# 夏菲
夏菲（1913年—），又名获芳，女，湖北武汉人，中华人民共和国政治人物，曾任中国食品工业工会全国委员会主席。